# Les cròniques de Spiderwick
Les cròniques de Spiderwick (títol original en anglès: The Spiderwick Chronicles) és una pel·lícula estatunidenca de 2008 basada en una saga de llibres escrita per Holly Black i Tony Diterlizzi anomenada Spiderwick. Narra la història de tres nens que lluiten contra criatures màgiques. La pel·lícula es va estrenar en català i també té la versió catalana en DVD.

## Repartiment
- Sarah Bolger com Mallory Grace
- Freddie Highmore com Jared i Simon Grace
- David Strathairn com Arthur Spiderwick
- Mary-Louise Parker com Helen Grace
- Nick Nolte com Mulgarath (veu)
- Martin Short com Thimbletack / Boggart
- Joan Plowright com Aunt Lucinda
- Seth Rogen com Hogsqeal
- Izabella Miko
- Andrew McCarthy